# Juozas Dringelis
Juozas Dringelis (*  25. Juni 1935 in Pabaronė, Rajongemeinde Varėna; † 4. Juni 2015) war ein litauischer Politiker.

## Leben
Er lernte in Varėna und Vilnius.
1965 absolvierte er das Diplomstudium der Journalistik an der Vilniaus universitetas.
Von 1957 bis 1969 arbeitete er als Journalist in den Redaktionen der Zeitungen in Eišiškės und Varėna.
Von 1969 bis 1990 war er Sekretär des Ausführungsausschusses des Rajons Varėna.
Von 1963 bis 1990 war er Mitglied der KPdSU und Lietuvos komunistų partija, ab 1988 von Sąjūdis.
Von 1990 bis 1992 war er Mitglied im Seimas.

## Bibliografie
- Varėnos rajonas, kraštotyrinė knyga, 1983 m.